# Джанян, Лусинэ Николаевна
Лусинэ Николаевна Джанян (арм. Լուսինե Ջանյան; род. 1 мая 1981, Гянджа) — российская художница, член Международной федерации художников, участник многочисленных российских и международных выставок. С 2004 по 2013 год преподаватель в Краснодарском Государственном Университете культуры и искусств, руководитель «Мастерской Лусинэ Джанян» ХПА КГУКИ.
Работы представлены в российских музеях, в частных коллекциях в России и за рубежом. Персональные выставки проходили в Краснодаре, Сочи, Новороссийске, Москве, Перми. Регулярно выставляется в Российской Академии Художеств, Московском Музее Современного Искусства, в Центрах Современного Искусства «Винзавод» и «Артплей». Награждена Серебряной (2010) и Золотой (2012) медалями «Союза Художников России» «За вклад в отечественную культуру».

## Биография
Лусинэ Джанян родилась 1981 году в городе Кировабаде, ныне город Гянджа, Азербайджан. В 1995 году вместе с семьей переехала в Россию в город Новороссийск, Абрау-Дюрсо.
С 1989 года по 1998 год училась и окончила с золотой медалью СШ № 30 г. Новороссийска.
С 1994 года по 1998 год училась в Детской художественной школе им. Эрьзя.
С 1998 года по 2004 год училась в Художественно-промышленной академии Краснодарского государственного университета культуры и искусств, факультет дизайна декорационного искусства, отделение дизайна костюма.
За отличную учёбу была приглашена кафедрой дизайна на должность преподавателя в 2004 году.
С 2008 года — переведена на должность старшего преподавателя. Ведет авторский курс: «Проектирование костюма», «Проектная графика», «Специальный рисунок», «Цветная графика», «Цветоведение», «Пропедевтика», «Декоративная живопись», «Компьютерное проектирование в дизайне костюма».
С 2004 года по 2013 руководитель «Мастерской Лусинэ Джанян» ХПА КГУКИ.
Студенты «Мастерской Лусинэ Джанян» ХПА КГУКИ становились победителями международных конкурсов молодых дизайнеров, участвовали в фестивалях и выставках в Краснодаре, Москве.
С 2007 года — член Творческого союза художников России. Член Международной федерации художников.
В 2011 году окончила школу современного искусства «Свободные мастерские» Московского музея современного искусства.
24 сентября 2013 года руководство КГУКИ не продлило контракт с художницей и уволило её. Официальной причиной увольнения стала статья 336, пункт 4 Трудового кодекса РФ (неизбрание по конкурсу на должность научно-педагогического работника или истечение срока избрания по конкурсу). Сама Джанян считает, что её увольнение произошло по политическим причинам.
В январе 2017 года Кнедляковский получил 15 суток ареста за акцию «Новый чекист», после чего российские художники Лусинэ Джанян и ее муж Алексей Кнедляковский попросили власти Швеции предоставить им политическое убежище.
Живёт и работает в Швеции. Замужем за художником Алексеем Кнедляковским.

## Основные выставки
- 2009 — «Биеннале 2009». I место в номинации «Живопись»; премия «ЦЕЯ»; премия «Дебют», г. Краснодар
- 2009 — Творческий проект «Антимода», Краснодар-Москва.
- 2010 — Персональная выставка «17 картин», г. Краснодар.
- 2010 — «От противного» , ЦСИ «Винзавод» «Цех Красного», г. Москва.
- 2010 — VII Сессия московских художников «ОММАЖ*», галерея «А3», г. Москва
- 2010 — проект «Автономия+», сквот, г. Москва.
- 2010 — «Документа», галерея «Spyder&Mouse», г. Москва.
- 2010 — II Международная биеннале современного искусства «Стой! Кто идет?», проект "Мои любимые игрушки! Московского музея современного искусства, Центр дизайна «ARTPLAY», г. Москва.
- 2010 — «Objective», групповая выставка, галерея «СТОЛ», г. Москва.
- 2010 — Альтернативное биеннале современного искусства «Пошел? Куда пошел», Москва.
- 2010 — Перформанс «Архивация». Зверевский центр, Москва.
- 2010 — Перформанс «Море слов» в рамках проекта «Autopsiya», Серебряный Бор, Москва.
- 2011 — Премия «Цея» на «Биеннале2011», г. Краснодар.
- 2011 — International Exibition & Competition of Contemporary art. Лауреат Международной Словацкой недели искусств «Slovakian ART week», II место в номинации «Живопись-Эксперимент».
- 2011 — International Exibition & Competition of Contemporary art. Международная неделя искусств в Германии «German ART week», номинация «Живопись — Эксперимент».
- 2011 — VII Сессия московских художников «СЛАВА ТРУДУ», галерея «А3», г. Москва.
- 2011 — «Мастерская 20’11». Ежегодная выставка молодого искусства, Московский Музей Современного искусства ММСИ, г. Москва.
- 2011 — «Я русский», государственная галерея «А3», г. Москва.

Следует упомянуть также о «программном» полотне Лусинэ Джанян, на котором крупными буквами начертан текст такого содержания: «Народу Российской Федерации от художника Джанян Л. Заявление. На основании статей 3 (часть 1), 6, 19 (часть 2), 26 Конституции РФ прошу считать меня русской». Этим манифестная часть экспозиции — по сути, вполне безобидная, — и ограничивается.
- 2011 — Перфоманс «Пин-понг-пати», Государственная галерея «на Солянке», г. Москва.
- 2011 — «Скифы мы!», Зверевский Центр Современного искусства, г. Москва.
- 2011 — «Свобода выбора», Пrоект_Fабrика, Москва[6].
- 2012 — Персональная выставка «СЛЕПИТ» в рамках Международного фестиваля «Белые ночи» в Перми

Лусинэ Джанян: «Печально, что родной город Краснодар не делает ничего подобного. И пермский город был очень полезен».
- 2012 — III Международная Биеннале Современного искусства. Специальный проект ММСИ «Отвергнутая действительность», АртПлей, проект «Twee-реплики», г. Москва.
- 2012 — I Международная Киевская Биеннале «АРСЕННАЛЕ», проект Олега Кулика «Апокалипсис и Возрождение», г. Киев, Украина. Инсталляция «Белое кольцо» совместно с Алексеем Кнедляковским

Алек Эпштейн: «Инсталляция Алексея Кнедляковского и Лусинэ Джанян „Белое кольцо“ является едва ли лучшим и наиболее адекватным отражением радикальных протестных настроений, разделяемых немалым числом граждан, коим больно видеть, как Россия возвращается к православному самодержавию.»

Константин Дорошенко, куратор выставки: «Или вот макет Кнедляковского и Джанян, который стоял по периметру… Этот макет с двадцатисантиметровыми человечками, которые скорее символизировали декоративность всех протестов, существующих сейчас в мире — их ведь много во всех странах, и то, что количество никак не перерастет в качество. Протест на каком-то этапе начинает превращаться в декорацию, в карнавал.»
- 2012 — «Искусство на баррикадах», проект Алека Эпштейна, г. Москва.
- 2012 — Выставка Resistance FOREVER «Аrte protetesta en en la Rusia actual», Аргентина
- 2012 — «Анонимус», Пермский музей современного искусства, г. Пермь, куратор — Марат Гельман, проект «Pussy Icons».
- 2013 — «Монологи», персональная выставка, Зверевский Центр Современного искусства, г. Москва.
- 2013 — «Лес», выставка краснодарских художников в рамках Культурного альянса Марата Гельмана, проект «Диалог», г. Москва, Винзавод.
- 2014 — «Мордовлаг», при участии Алексея Кнедляковского, галерея «Культурный альянс» проект Марата Гельмана, г. Москва, Винзавод.
- 2014 — «Action in art!». Köttinspektionen, Уппсала[10][11] (с 1 по 11 мая 2014 г.).

## Международные конкурсы
- 2001 год — I Международный конкурс молодых дизайнеров «Стили», лауреат III место, г. Санкт-Петербург.
- 2001 год — II Международный конкурс молодых дизайнеров «Адмиралтейская игла», финалист, г. Санкт-Петербург.
- 2001 год — III Международный конкурс молодых дизайнеров «Русский силуэт», финалист, г. Краснодар.
- 2002 год — I Международный конкурс молодых дизайнеров «Русский Кутюрье», лауреат III место, г. Санкт-Петербург.
- 2003 год — IV Международный конкурс молодых дизайнеров «Русский силуэт», лауреат ГРАН-ПРИ, г. Краснодар.
- 2003 год — IV Международный конкурс молодых дизайнеров, «Русский силуэт», финалист, г. Москва.
- 2004 год — V Международный конкурс молодых дизайнеров «Русский силуэт», финалист, г. Сочи.
- 2004 год — II Международный конкурс молодых дизайнеров и школ моды, под патронажем Вячеслава Зайцева, «Бархатные Сезоны», председатель жюри Людмила Путина, лауреат гран-при, г. Сочи.
- 2004 год — I Международный конкурс молодых дизайнеров под патронажем И. Крутиковой, «Ассамблея моды», финалист, г. Москва.
- 2005 год — I Международный конкурс молодых дизайнеров «Ассамблея моды», раздел графика, финалист, г. Москва.

## Награды
- В 2009 году награждена дипломом Российской Академии Художеств.
- В 2010 году награждена дипломом лауреата «Дебюты в Строгановке» МГХПА им. Строганова «За большой вклад в развитие высшего художественного образования Юга России».
- В 2010 году награждена «Серебряной медалью» Творческого Союза Художников России «За вклад в отечественную культуру» (от 18 октября 2010 г.) г. Москва.
- В 2012 году награждена «Золотой медалью» Творческого Союза Художников России «За вклад в отечественную культуру» (от 21 ноября 2010 г.) г. Москва.
- За работу «Белое кольцо», созданную совместно с Алексеем Кнедляковским, была удостоена второго приза Альтернативной премии «Российское активистское искусство» в номинации «Искусство музейного пространства» (церемония награждения лауреатов прошла в рамках Ассамблеи «МедиаУдар» в Зверевском центре современного искусства 4 декабря 2012 года).

## Очерки на ТВ
- 2009 год — ГТРК «Россия», фильм о творчестве Лусинэ Джанян «Вся Россия. Дикие краски», эфир от 7 ноября 2009 года, Москва[12]
- 2010 год — Новороссфильм, «Дикие краски Лусинэ Джанян», г. Новороссийск — г. Краснодар[13]
- 2010 год — ТВ «Дебют», ролик «Персональная выставка Л.Джанян в Администрации г. Краснодара».[14]
- 2010 год — Телевидение Центрального округа «Новости Биеннале», интервью и очерк о II Международной Биеннале Современного искусства «Стой! Кто идет?», кабельное ТВ,Г.Москва[15]
- 2012 год — Документальный фильм «До 30».[16]

## Книги и альбомы
- Эпштейн А. Д. Искусство на баррикадах: «Pussy Riot», «Автобусная выставка» и протестный арт-активизм — Москва: Издатель Виктор Бондаренко, 2012. — ISBN 978-5-98144-161-5.